# Mickey Rosenthal
Moshe Michael (Mickey) Rosenthal (Hebreeuws: משה מיכאל (מיקי) רוזנטל) (Tel Aviv, 4 februari 1955) is een Israëlische onderzoeksjournalist en politicus die van 2013 tot 2019 in de Knesset was afgevaardigd. Hij is lid van de Arbeidspartij.
Rosenthal deed een studie geschiedenis en filosofie aan de Universiteit van Tel Aviv maar studeerde niet af.
Met regisseur Ilan Abudi maakte hij de film The Shakshuka System, waarin uit de doeken wordt gedaan hoe de Israëlische regering rijke families zou bevoordelen. In deze uit 2008 daterende documentaire wordt beweerd dat de Israëlische staat haar beperkte hoeveelheid middelen van bestaan voor weinig geld aan een klein groepje welgestelde families van de hand zou doen. Door in te zoomen op de zeer rijke Ofer-familie wordt getracht dit aan te tonen.
Nog tijdens de filmproductie zagen Rosenthal en echtgenote zich geconfronteerd met een rechtszaak die namens de Ofer-familie was aangespannen. Ook kreeg hij verscheidene doodsbedreigingen te incasseren en viel het hem moeilijk de film uitgezonden te krijgen. Uiteindelijk vertoonde Channel 1 in 2009 de documentaire op televisie, evenals een tegendocumentaire van de Ofer-familie. Overleg met laatstgenoemde leidde ertoe dat Rosenthal van de familie een vergoeding kreeg voor gemaakte proceskosten; ook werd de tegen hem aangespannen rechtszaak begin 2010 niet ontvankelijk verklaard.
Als twaalfde op de kandidatenlijst van de Arbeidspartij kwam hij na de verkiezingen van 2013 de 19e Knesset binnen en werd in 2015 voor de Zionistische Unie in de 20e Knesset herkozen.
Mickey Rosenthal is woonachtig te Givatayim. Hij is getrouwd en heeft drie kinderen.